# 112 (telefonnummer)

112, europeisk symbol för nödnumret.

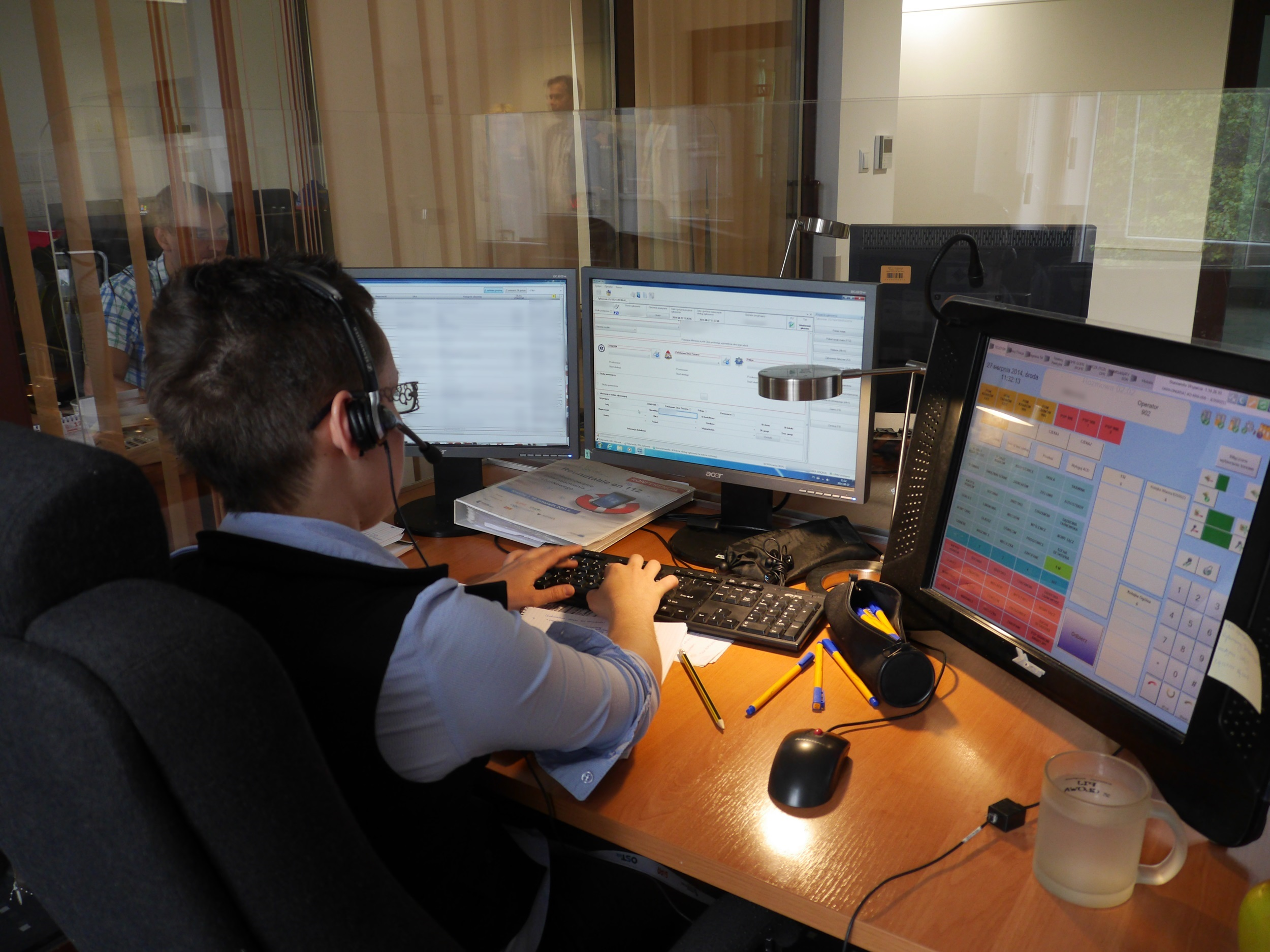
Nödcentraloperatör i Polen.

112 är ett nödnummer som används i fasta telefonnätverk i Europeiska unionen och EES-länderna, samt i GSM-nätverk i hela världen, för nödsamtal. Med 112 når man alarmeringscentralen som antingen själv hanterar samtalet eller kopplar vidare till polis, ambulans, räddningstjänst, eller annan specifik instans. För att spara tid har man i många länder varierande direktnummer till de olika formerna av nödhjälp.
Också många länder utanför EU och EES har 112 i bruk som nödnummer, vid sidan av de nationella numren eller som huvudsakligt nödnummer.
Vissa mobiltelefoner och abonnemang vidarekopplar per automatik samtal till andra länders nödnummer, såsom 911, till 112. Svenska SOS Alarm avråder från att testa olika nödnummer.
Samtal till 112 från mobiltelefoner kan använda andra operatörers nät, också utan explicita roamingavtal. I motsats till andra nummer kan 112 alltså nås där ens egen operatör och dess avtalsparter inte har täckning, men andra operatörer har. Man kan i de flesta länder ringa också helt utan SIM-kort, men i vissa länder ignoreras eller särbehandlas sådana samtal, på grund av mängden obefogade samtal.

## Finland
I Finland kopplas numret till någon av de regionala nödcentralerna, vilka lyder under nödcentralsverket. Operatören bedömer hjälpbehovet och larmar lämpliga enheter. Normalt kopplas samtal inte vidare.

## Sverige
I Sverige kopplas detta nummer till SOS Alarm. Det tidigare numret till SOS Alarm i Sverige var 90 000, vilket ersattes av 112 den 1 juli 1996. Innan numret infördes fick alla med telefonnummer som börjar på 11 en siffra tillagd eller ändrad i början på sitt telefonnummer. Nödnumret för att nå SOS Alarm via satellittelefon är +46 63 107 112.
Vid icke akuta situationer bör man istället ringa 113 13, ett nationellt informationsnummer som trädde i kraft 11 mars 2013.
För att kontakta polisen i situationer som inte är akuta/livshotande används 114 14 i Sverige.
År 2011 kände under 50 procent av befolkningen till att 112 gäller i samtliga EU-länder, samtidigt som kunskapen om att 112 är nödnumret i Sverige var nästan 100 procent.

## 112-dagen
EU-kommissionen har uppmanat alla medlemsstater att uppmärksamma det gemensamma nödnumret 112 den 11 februari (11/2) varje år. Finland började med detta redan 1997, och 2009 deltog sex nationer. Den 11/2 2010 hölls Sveriges första 112-dag med olika informationsaktiviteter.

## Länder med nödnumret
112 används även som nödnummer i följande länder
- Andorra
- Australien
- Belarus
- Belgien (jämte 100 för medicinska nödfall och brandkår samt 101 för polis)
- Bulgarien (jämte 150 för medicinska nödfall, 166 för polis och 160 för brandkår)
- Colombia (enbart polis)
- Cypern
- Danmark (inklusive  Grönland och  Färöarna)
- Egypten
- Estland
- Finland (inklusive  Åland)
- Frankrike (jämte 15 för sjukhusambulans, 17 för gendarmeri/polis och 18 för brandkår)
- Gibraltar
- Grekland
- Hongkong (från mobiltelefoner, omkopplas till 999)
- Indien (endast polis)
- Irland (jämte 999)
- Island
- Israel (enbart från mobiltelefoner)
- Italien (endast carabinieri, som kan vidarekoppla till andra nödcentraler)
- Kazakstan
- Kroatien
- Kuwait
- Lettland
- Libanon (endast polis)
- Liechtenstein
- Litauen
- Luxemburg
- Malta
- Monaco
- Montenegro
- Nederländerna (0900-8844 för ej akuta samtal till den lokala polisstationen)
- Nordmakedonien
- Norge (enbart polis, 110 för brandkår och 113 för medicinska nödfall. 02800 är numret för ej akuta samtal till den lokala polisstationen)
- Nya Zeeland (omkopplas till 111)
- Pakistan (jämte 15 och 16)
- Polen (jämte 997 för polis, 998 för brandkår och 999 för ambulans)
- Portugal
- Rumänien
- Ryssland
- Rwanda (endast polis)
- San Marino (endast polis)
- Schweiz
- Serbien (jämte 92 för polis, 93 för brandkår och 94 för medicinska nödfall)
- Slovakien (jämte 155 för ambulans, 158 för polis och 150 för brandkår)
- Slovenien (jämte 113 för polis)
- Spanien
- Storbritannien (jämte 999)
- Sverige (nationella telefonnumret 114 14 till svenska polisen för ej akuta situationer)
- Sydafrika (endast GSM-telefoner. Från fasta telefoner används 10111 för polis och brandkår samt 10177 för ambulans)
- Sydkorea (endast polis)
- Syrien
- Tjeckien (jämte 155 för sjukhusambulans, 158 för polis och 150 för brandkår)
- Turkiet (endast ambulans, numret håller på att införas även för övriga nödsamtal)
- Tyskland (endast ambulans och brandkår, 110 för polis)
- Ukraina (införs i Charkiv, Lviv, Kiev och Donetsk under 2010, hela landet 2012)
- Ungern
- Vanuatu
- Vatikanstaten (endast Vatikanstatens gendarmeri)
- Zimbabwe
- Österrike (jämte 122 för brandkår, 133 för polis och 144 för ambulans)